# Чарльз Саатчі
Чарльз Саатчі (араб. تشارلز ساعاتجي, англ. Charles Saatchi; 9 червня 1943, Багдад) — засновник (разом зі своїм братом Саатчі Морісом) рекламного агентства «Саатчі та Саатчі» (Saatchi & Saatchi) до 1995 року найбільшого у світі. Згодом брати Саатчі заснували нове агентство «M & C Saatchi».
Саатчі Чарльз також відомий у всьому світі як колекціонер сучасного мистецтва і власник Галереї Саатчі, і особливо, за його підтримку руху Молодих британських митців, включаючи Дем'єна Герста і Емін Трейсі.

## Раннє життя
Чарльз Саатчі народився в Багдаді, Ірак, другий з чотирьох синів у заможній родині Натана Саатчі та Дейзі Езер. Ім'я "Саатчі" ساعتچی (sā'ātchi), що перською означає "годинникар", походить від турецького імені з Ірану. Це ім'я має давню історію в Ірані, і його носії переважно євреї. Брати Саатчі, Девід (1937 р.н.), Моріс (1946 р.н.) і Філіп (1953 р.н.).
У 1947 році його батько, торговець текстилем, передбачав, що втеча десятків тисяч іракських євреїв незабаром ускладнить уникнення переслідувань, і переїхав з родиною до Фінчлі на півночі Лондона. Натан Саатчі придбав дві текстильні фабрики на півночі Лондона і через деякий час відбудував процвітаючий бізнес. Згодом сім'я оселилася у будинку з вісьмома спальнями на Гемпстед Лейн, Хайгейт.
Саатчі відвідував Коледж Христа, середню школу у Фінчлі на півночі Лондона. У цей час він захопився американською поп-культурою, зокрема музикою Елвіса Преслі, Літтл Річарда та Чака Беррі. Він описав як "такий, що змінив життя" досвід перегляду картини Джексона Поллока в Музеї сучасного мистецтва в Нью-Йорку. Потім він продовжив навчання в Лондонському коледжі комунікацій.

## Колекціонування сучасного мистецтва
У 1969 році, у віці 26 років, Саатчі придбав свій перший витвір мистецтва Сола Левітта, нью-йоркського мінімаліста. Спочатку Саатчі протегував галереї Lisson у лондонському районі Мерілебон, яка спеціалізувалася на роботах американських мінімалістів. Пізніше він придбав цілу виставку Роберта Мангольда.
На початку 1980-х Саатчі придбав склад площею 30 000 кв. футів (2 800 м2) з цементною підлогою та сталевими балками за адресою 98A Boundary Road у житловому передмісті Лондона Сент-Джонс Вуд. Архітектор Макс Гордон перетворив будівлю на галерею Саатчі, яка згодом була відкрита для відвідувачів у лютому 1985 року для експонування зібраних Саатчі творів мистецтва.
У 2009 році він опублікував книгу "Мене звуть Чарльз Саатчі, і я - арт-голік". Під назвою "Все, що вам потрібно знати про мистецтво, рекламу, життя, Бога та інші таємниці, про які ви не боялися запитати", вона містить відповіді Саатчі на низку запитань, які йому ставили представники громадськості та журналісти. З листопада по грудень 2009 року він вів телевізійну програму на BBC під назвою "Школа Саатчі", в якій давав можливість молодим художникам-початківцям продемонструвати свої роботи. Він не з'явився в програмі, спілкуючись лише через асистента.

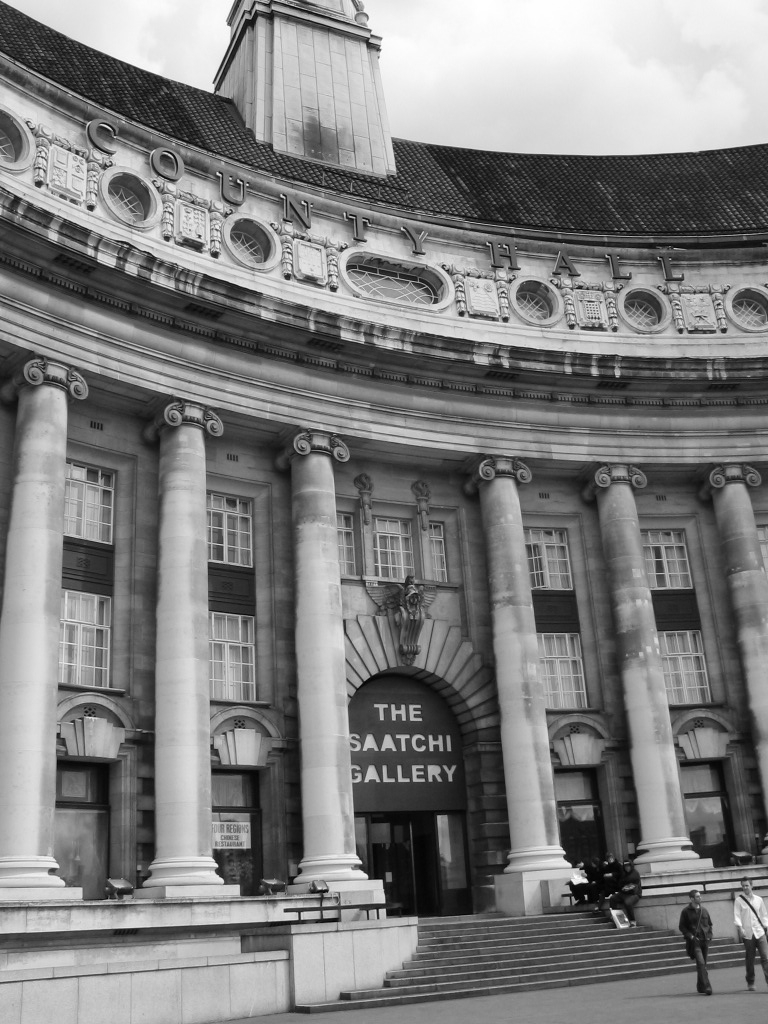
Галерея Саатчі в Коунті Хол, Лондон